# Dürener Turnverein 1847
Il Dürener Turnverein 1847 è una società pallavolistica maschile tedesca, con sede a Düren: milita nel campionato tedesco di 1. Bundesliga.

## Storia

Logo del club genitore Dürener TV

Il Dürener Turnverein viene fondato nel 1960 all'interno della omonima società polisportiva, attiva già dal 1847. Per venti stagione il club ha partecipato alle categorie minori del campionato tedesco occidentale, fino a debuttare nella 1. Bundesliga nel 1980, retrocedendo però al termine della stagione. Lo stesso destino si ripete anche dopo l'unificazione della Germania e la nascita del 1. Bundesliga tedesca: nel 1992 e nel 1994 ad altre due promozioni in massima serie seguono due rapide retrocessioni.
Nel 1996 il club viene ancora una volta promosso nella massima serie, ma questa volta riesce ad ottenere la permanenza, posizionando sempre a ridosso delle prime posizioni. Nello stesso periodo il club debutta in una competizione CEV, prendendo parte alla Coppa CEV 2000-01, uscendo però alla fase a girone; anche nell'edizione successiva la corsa della squadra si ferma precocemente, questa volta al primo turno.
Nel 2001 il club diventa indipendente rispetto alla polisportiva, grazie alla forte sponsorizzazione della Hauptsponsors Stadtwerke attraverso il marchio evivo; arriva anche la prima finale nella storia del club, quella in Coppa di Germania, che vede il club cedere al Friedrichshafen; destino che si ripete anche un anno dopo. Il terzo posto ottenuto nella stagione 2003-04 permette al club di ritornare a giocare una coppa europea, prendendo parte alla Coppa CEV 2004-05, uscendo di scena al secondo turno; sempre nella stagione 2004-05 il club è semifinalista nella coppa nazionale, mentre in campionato gioca per la prima volta la finale scudetto, perdendo in entrambe le occasioni ancora una volta dal Friedrichshafen.
Nella stagione 2005-06 il Dürener è impegnato per la prima volta in Champions League, uscendo di scena già alla fase a gironi; nelle competizioni locali arriva ancora una sconfitta in semifinale di Coppa di Germania, questa volta col Moerser, mentre in campionato i bianco-rossi cedono ancora una volta al Friedrichshafen nella finale, lottando fino a cedere nettamente in gara 5, senza tuttavia perdere un solo incontro in casa. Nella stagione successiva la corsa in Champions League si conclude nuovamente alla fase a gironi; poco meglio va nelle competizioni nazionali, coi quarti di finale in coppa e la finale scudetto persa con un triplo 3-0 sempre contro il Friedrichshafen.
Nel campionato 2007-08 il club dovrebbe essere impegnato per il terzo anno consecutivo nel massimo torneo continentale, ma sceglie di iscriversi in Coppa CEV per motivi economici, uscendo già al primo turno e venendo quindi retrocesso in Challenge Cup, dove termina la propria corsa già ai sedicesimi di finale; in campionato il cammino si ferma ai quarti di finale dei play-off scudetto, mentre la Coppa di Germania vede la squadra arrendersi nell'ennesima finale col Friedrichshafen. Ancora una volta ai quarti di finale si ferma il cammino anche nel campionato successivo, come già era successo in Coppa di Germania.
Decisamente più positiva si rivela essere la stagione 2009-10: in coppa arriva un'altra finale, eliminando in semifinale il Friedrichshafen, ma perdendo poi nell'ultimo incontro contro l'Unterhaching, squadra che elimina il club anche nelle semifinali dei play-off scudetto. Il buon piazzamento in campionato riporta la squadra a giocare in Coppa CEV nella stagione successiva, dove i bianco-rossi si spingono fino ai quarti di finale; nelle competizioni domestiche, dopo i quarti di finale raggiunti nella coppa nazionale, arriva ancora una volta una semifinale ai play-off scudetto ed in entrambe le competizioni il club deve cedere allo strapotere del Friedrichshafen.
Nelle stagioni 2011-12 e 2012-13 la squadra non va oltre i quarti di finale in campionato, mentre in coppa nazionale raggiunge rispettivamente i quarti di finale e le semifinali; in ambito europeo la squadra è impegnata anche nella Challenge Cup 2011-12, dove non riesce ad andare oltre il secondo turno. Dal 2014 la prima squadra del club è operata dalla società Dürener TV Volleyball GmbH, adottando la denominazione sponsorizzata SWD Powervolleys Düren e il blu e bianco come colori sociali, sostituendo i tradizionali bianco e rosso.

## Rosa 2019-2020
| N° | Nome             | Ruolo | Data di nascita  | Nazionalità sportiva |
| -- | ---------------- | ----- | ---------------- | -------------------- |
| 1  | Ivan Batanov     | L     | 25 aprile 2000   | Germania             |
| 3  | Tim Broshog      | C     | 2 dicembre 1987  | Germania             |
| 4  | Jaromir Zachrich | C     | 14 aprile 1985   | Germania             |
| 5  | Philipp Schumann | O     | 2 maggio 1993    | Germania             |
| 6  | Blair Bann       | L     | 26 febbraio 1988 | Canada               |
| 7  | Niklas Seppänen  | S     | 30 giugno 1993   | Finlandia            |
| 8  | Björn Andrae     | S     | 14 maggio 1981   | Germania             |
| 9  | Egor Bogachev    | S     | 6 aprile 1997    | Germania             |
| 10 | Tobias Brand     | S     | 9 luglio 1998    | Germania             |
| 11 | Michael Andrei   | C     | 6 agosto 1985    | Germania             |
| 12 | Eric Burggräf    | P     | 10 marzo 1999    | Germania             |
| 13 | Sebastián Gevert | O     | 23 giugno 1988   | Cile                 |
| 14 | Lukas Maase      | C     | 28 agosto 1998   | Germania             |
| 17 | Tomáš Kocian     | P     | 27 marzo 1988    | Germania             |